# Insieme limite
In matematica, l'insieme limite di una successione {\displaystyle \{x_{n}\}} consiste in tutti i suoi punti di accumulazione:
{\displaystyle \omega (x_{n})=\bigcap _{n=0}^{\infty }{\overline {\{x_{k}:k>n\}}}\qquad n\in \mathbb {N} }
dove {\displaystyle {\overline {\{x_{k}:k>n\}}}} è la chiusura di {\displaystyle \{x_{k}:k>n\}}.
Nello studio dei sistemi dinamici, un insieme limite di un'orbita {\displaystyle \phi (t,x_{0})} di un sistema dinamico per un punto iniziale {\displaystyle x_{0}} è l'insieme dei punti {\displaystyle p} tali per cui esiste una successione di istanti temporali {\displaystyle t_{k}\to \pm \infty } tale che {\displaystyle \phi (t_{k},x_{0})\to p} per {\displaystyle k\to \infty }.
Gli insiemi limite forniscono informazioni sul comportamento a lungo termine di un sistema dinamico; esempi particolarmente studiati sono gli insiemi limite in corrispondenza di punti periodici (punti fissi) della traiettoria percorsa dal sistema, ad esempio orbite periodiche (cicli limite) e diversi altri attrattori. 

## Sistemi dinamici discreti
Sia {\displaystyle X} uno spazio metrico e sia {\displaystyle f:X\rightarrow X} una funzione continua la cui iterazione definisce un sistema dinamico discreto. L'insieme {\displaystyle \omega }-limite di un punto {\displaystyle x\in X}, indicato con {\displaystyle \omega (x,f)}, è l'insieme di tutti i punti di accumulazione della successione {\displaystyle \{f^{k}(x):k>n\}} formata dalle orbite passanti per {\displaystyle x}:
{\displaystyle \omega (x,f)=\bigcap _{n\in \mathbb {N} }{\overline {\{f^{k}(x):k>n\}}}}
In altri termini, {\displaystyle y\in \omega (x,f)} se e solo se c'è una successione strettamente crescente di numeri naturali {\displaystyle \{n_{k}\}_{k\in \mathbb {N} }} tale che {\displaystyle f^{n_{k}}(x)\rightarrow y} con {\displaystyle k\rightarrow \infty }.
Se {\displaystyle f} è un omeomorfismo si può definire in modo simile l'insieme {\displaystyle \alpha }-limite semplicemente cambiando nella definizione orbita in avanti con orbita inversa, cioè:
{\displaystyle \alpha (x,f)=\omega (x,f^{-1})}
Entrambi gli insiemi sono {\displaystyle f}-invarianti e se {\displaystyle X} è uno spazio compatto sono compatti e non vuoti.

## Sistemi dinamici continui
Dato un generico sistema dinamico, descritto dall'equazione differenziale ordinaria:
{\displaystyle {\frac {dx}{dt}}=f(x)\qquad x\in \mathbb {R} ^{n}}
sia {\displaystyle x(t)=\phi (t,x_{0})} la soluzione (o flusso) del sistema per il punto iniziale {\displaystyle x(0)=x_{0}}, con  {\displaystyle \gamma (x_{0})} la corrispondente orbita (l'immagine del flusso). Un punto {\displaystyle x'} è detto punto {\displaystyle \omega }-limite della soluzione {\displaystyle \phi (t,x_{0})} (punto {\displaystyle \omega }-limite dell'orbita {\displaystyle \gamma (x_{0})}) se esiste una successione {\displaystyle t_{1},\dots ,t_{k},\dots } di istanti temporali tali che:
{\displaystyle \phi (t_{k},x_{0})\to x'\qquad k\to \infty }
{\displaystyle t_{k}\to +\infty }
L'insieme {\displaystyle \omega }-limite di {\displaystyle \phi (t,x_{0})} è l'insieme di tutti i punti {\displaystyle \omega }-limite di {\displaystyle \phi (t,x_{0})} (di {\displaystyle \gamma (x_{0})}).
L'insieme {\displaystyle \alpha }-limite si definisce analogamente come l'insieme di tutti i punti {\displaystyle \alpha }-limite della traiettoria {\displaystyle \phi (t,x_{0})}, cioè i punti tali che {\displaystyle \phi (t_{k},x_{0})\to x'} per {\displaystyle t_{k}\to -\infty } e {\displaystyle k\to \infty }.